# Usagre
Usagre là một đô thị trong tỉnh Badajoz, Extremadura, Tây Ban Nha. Theo điều tra dân số 2004 (INE), đô thị này có dân số là 2033 người.
38°21′B 6°10′T / 38,35°B 6,167°T